# (6000) United Nations
(6000) United Nations es un asteroide perteneciente al cinturón de asteroides, región del sistema solar que se encuentra entre las órbitas de Marte y Júpiter, más concretamente a la familia de Eunomia, descubierto el 27 de octubre de 1987 por Poul Jensen desde el Observatorio Brorfelde, Holbæk, Dinamarca.

## Designación y nombre
Designado provisionalmente como 1987 UN. Fue nombrado United Nations por votación de la Comisión 20 de la IAU en su reunión de 1994 en La Haya por recomendación del Comité de Nombres de Planetas Menores.

## Características orbitales
United Nations está situado a una distancia media del Sol de 2,600 ua, pudiendo alejarse hasta 3,084 ua y acercarse hasta 2,116 ua. Su excentricidad es 0,186 y la inclinación orbital 14,41 grados. Emplea 1531,84 días en completar una órbita alrededor del Sol.

## Características físicas
La magnitud absoluta de United Nations es 11,9. Tiene 11 km de diámetro y su albedo se estima en 0,211. 